# Ogrish.com
Ogrish.com fue un conocido shock site (una traducción acertada sería "sitio impactante") el cual presentaba cobertura de noticias sin censura y material multimedia mayormente basado en guerra, accidentes, ejecuciones y crímenes.
Contenía mucho material desagradable (vídeos e imágenes gore sin censura). Se describía tal contenido como un desafío al espectador. Actualmente el sitio redirige a itemfix, 
creado en 2021.

## Historia de Ogrish.com
El sitio fue fuente de gran controversia. Contenía muchos videos y eventos violentos (los más notables son los ataques terroristas), a veces sin el consentimiento de los familiares de la gente exhibida. Esto ha llevado a acalorados argumentos concernientes a los derechos de las personas mostradas y la naturaleza de las imágenes y videos del sitio.
Ejemplos de esto fue en el mes de septiembre de 2002 y 2005, fotos muy gráficas de las víctimas del Huracán Katrina fueron puestas en línea, sin el consenso de las familias. También había fotos de los “saltadores” del 11 de septiembre. En el verano de 2004, fue el blanco de hackers coreanos, debido a que tenía el vídeo de la decapitación de Kim Sun-il en Irak. 
En agosto de 2005 la Jugendschutz alemana contactó a la compañía de telecomunicaciones local debido a Ogrish, cuya dirección IP fue bloqueada en Alemania. 
Otros países afectados por el bloqueo fueron: Países Bajos, Francia, Polonia, Italia y Suiza.
El Grupo de Protección al Menor afirma que el proveedor violaba la legislación alemana que insta a los sitios web a verificar la edad de sus visitantes antes de garantizarles acceso a contenido para adultos.
Cuando aparecieron imágenes y vídeos de los atentados a trenes en Madrid en Ogrish, el sitio fue bloqueado en España y se pidió que fuera quitado de línea. Estas peticiones no tuvieron efecto.
Sumada a la regular actualización de la página gracias a colaboraciones como videos, Ogrish también ofrecía un foro, blog y wiki. Anteriormente ofrecía servicio de suscripción a sus archivos, pero el servicio fue descontinuado a principios de julio por razones desconocidas. En febrero de 2005, Ogrish comenzó a publicar Ogrish Mag, una revista presentando imágenes y artículos similares a los del sitio.
A principios de 2006, por primera vez desde sus comienzos, Ogrish.com cambió su diseño por un trazado más limpio de mayor velocidad en la carga. El diseño previo era muy oscuro y gráficamente intenso, y presentaba dos manos ensangrentadas y una leyenda que rezaba: “Can you handle life?” (Traducido sería:” ¿Puedes sobrellevar la vida?”). El diseño actual es más simple y dice “Uncovering reality” (“Destapando la realidad”).
En abril de 2006 Ogrish.com, introdujo un servicio de Podcast y agregó un nuevo foro llamado Underground Media; los miembros podrán ver más material allí.
Ogrish.com recibía entre 150,000 y 200,000 visitas por día, sin embargo durante momentos de “mala noticias” el número de visitantes alcanzaba los 750,000 por día.
El nombre del sitio deriva de la palabra arcaica en inglés “Ogrish”, de acuerdo al FAQ de la página, “ogrish” u “ogreish” es definido por viejos diccionarios como gigante monstruoso de leyendas y cuentos de hadas que devoraba seres humanos y se refiere también a las personas crueles, brutales o malignas (ogro).